# Minimasgali (Dhaalu-atol)
Minimasgali is een van de onbewoonde eilanden van het Dhaalu-atol behorende tot de Maldiven.